# Žasliai
Žasliai egy litván település Kaunas megyében, az ország középső részén. 2011-ben 644 fő élt itt. A települést először 1457-ben említették írásos források és 1792-ben kapta meg a magdeburgi jogokat és saját címerét.

## Története

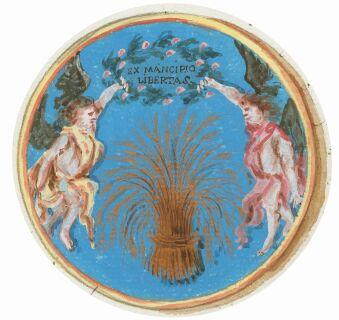
Žasliai régi címere

A várost 1457. február 28-án említik először. Vitold litván nagyfejedelem uralkodása alatt Žasliai a Valimantas családból származó Jaunius Valimantaitis litván nemeshez, majd egy a Goštautas családból származó nemeshez tartozott. A 16. században Žasliai a litván nagyfejedelem, II. Zsigmond Ágost tulajdona volt, aki később feleségének, Radziwiłł Barbarának adományozta. A Radziwiłł Mikołaj Krzysztof által 1613-ban kiadott Magni Ducatus Lituaniae caeterarumque regionum illi adiacentium exacta descriptio nevezetű térképen Žasliai egy mezővárosként szerepel. 1777-ben említik az egyházközségi iskola működését. 1792. január 12-én Žasliai megkapta a magdeburgi jogokat és a címerét az EX MANCIPIO LIBERTAS felirattal (A szabadság a tulajdonból származik).
A településről a Palemonidákról szóló litván legenda is említést tesz. Kukovaitis herceg anyjának, Pajautának a halála után a herceg egy bálványt készített neki, amelyet a Žasliai-tó közelében állított fel. A lakosok Pajautát istennőnek hitték és imádták. Miután a bálvány elpusztult, a helyet istenítették.
A litván függetlenségi háború idején, 1919. április 2-8. között zajlott a Žasliai csata a litván és a szovjet-orosz hadseregek között. A csatában 1400 litván katona harcolt Stasys Nastopka, Kazys Škirpa, Jurgis Butkus tisztek vezetésével.
A 19. század közepén mintegy 650 zsidó élt a városban. Litvánia 1940-es szovjet annektálásának előestéjén a város mintegy 1000 zsidó lakosa az összlakosság felét tette ki, és kereskedelemből, kézművességből és mezőgazdaságból élt. 1941. június 22-én a német hadsereg megszállta Litvániát, és napokon belül bevonult Žasliaiba. 1941. augusztus 17-én a város zsidó lakosságának nagy részét Kaišiadorysba űzték. Tíz nappal később megölték őket, a kaišiadorysi és žiežmariai zsidókkal együtt.
A szovjet megszállók 1941 és 1949 között 27 žasliai lakost deportáltak. A Didžioji Kova katonai körzet litván partizánjai a žasliai körzetben is tevékenykedtek. 
1975-ben a žasliai vasútállomáson történt Litvánia történetének legnagyobb vasúti katasztrófája, a Žasliai vasúti baleset.
2008. november 10-én megnyílt a Žasliai Kulturális Központ.

## Híres emberek
- Leopold Godowsky - zeneszerző
- Pranas Gudynas - festő, restaurátor, műkritikus
- Balys Mastauskas - ügyvéd
- Vidas Petkevičius - színházi és filmszínész
- Edmundas Arbas-Arbačiauskas - építész
- Vincentas Sladkevičius - bíboros

## Fordítás
Ez a szócikk részben vagy egészben  a(z)   Žasliai című angol Wikipédia-szócikk ezen változatának fordításán alapul.  Az eredeti cikk szerkesztőit annak laptörténete sorolja fel. Ez a jelzés csupán a megfogalmazás eredetét és a szerzői jogokat jelzi, nem szolgál a cikkben szereplő információk forrásmegjelöléseként.